# Двейн Міллер
Двейн Міллер (англ. Dwayne Miller, нар. 14 липня 1987, Сент-Томас) — ямайський футболіст, воротар клубу «Сиріанска» та національної збірної Ямайки.

## Клубна кар'єра
Народився 14 липня 1987 року в місті Сент-Томас. Вихованець футбольної школи клубу «Йорк Юнайтед».
У дорослому футболі дебютував 2004 року виступами за команду клубу «Тіволі Гарденс», в якій провів один сезон, після чого перейшов в інший клуб Ямайки «Гарбор В'ю». За п'ять сезонів, проведених за команду з Кінгстона, він став дворазовим чемпіоном Ямайки, а також один раз виграв у Клубному чемпіонаті Карибського футбольного союзу.
У березні 2010 року уклав контракт з клубом другого шведського дивізіону «Сиріанска», у складі якого в першому ж сезоні переміг у Супереттан та вийшов з командою у вищий дивізіон, де і продовжив грати. «Сиріанска» мала досить поганий старт, з великою кількістю пропущених голів. У перших 12 іграх вони пропустили 20 м'ячів. Приблизно в той же час Міллер став основним воротарем клубу і у наступних 18 іграх «Сиріанска» програла тільки одну гру, пропустивши лише сім м'ячів. Міллер зробив величезний вплив на виступи команди і провів загалом за сезон 21 матч у чемпіонаті, пропустивши 14 голів, і з 13 «сухими» матчами став найкращим з усіх воротарів в лізі.
2013 року «Сиріанска» зайняла останнє 16 місце в чемпіонаті і вилетіла з вищого дивізіону, а Двейн покинув команду і тривалий час лишався без клубу. У серпні 2014 року Міллера підписала «Ландскруна», але це сталося після того, як шведське трансферне вікно було закрито. «Ландскруна» подала прохання на дозвіл дозаявити гравця, але шведська федерація не задовольнила прохання і перехід не відбувся. 
У березні 2015 року Міллер повернувся в «Сиріанску», яка продовжувала грати у другому дивізіоні. Відтоді встиг відіграти за команду із Седертельє 13 матчів в національному чемпіонаті.

## Виступи за збірні
2007 року залучався до складу молодіжної збірної Ямайки, разом з якою в рамках Панамериканських ігор 2007 завоював срібні медалі. Всього на молодіжному рівні зіграв у 12 офіційних матчах.
У тому ж році був вперше викликаний на гру національної збірної Ямайки. 28 червня 2007 року він зіграв у товариському матчі проти збірної Малайзії (2:0).
У складі збірної був учасником чотирьох розіграшів Золотого кубка КОНКАКАФ (2009, 2011, 2015 і 2017 років), причому 2015 року з командою здобув «срібло». Крім цього того ж року взяв участь у Кубку Америки 2015 року у Чилі, де його збірна виступала як гість, програвши усі три гри у групі.  Також у складі збірної Ямайки Міллер став дворазовим чемпіоном Карибського кубка (2008, 2010).
Наразі провів у формі головної команди країни 40 матчів.

## Досягнення
«Гарбор В'ю»
- Чемпіон Ямайки: 2006/07, 2009/10
- Клубний чемпіонат Карибського футбольного союзу: 2007

«Сиріанска»
- Переможець Супереттан: 2010

Ямайка
- Володар Карибського кубка: 2008, 2010
- Срібний призер Панамериканських ігор: 2007
- Срібний призер Золотого кубка КОНКАКАФ: 2015, 2017